# Oimiakón
Oimiakón u Oymyakon (en ruso; Оймякон) es un pueblo ruso, perteneciente al distrito homónimo, situado al noreste de Sajá, al este de Siberia oriental. Ubicado junto al río Indigirka, el suelo del lugar se halla permanentemente congelado formando permafrost.
Oimiakón es conocida como una de las poblaciones candidatas a ser el polo del frío del norte, ya que el 26 de enero de 1926 se registró una temperatura de –71.2 °C (sin embargo, este hecho es debatible, ya que la temperatura no fue medida directamente sino obtenida por extrapolación). Es la temperatura más baja jamás registrada en una zona habitada, así como la menor del hemisferio norte. Temperaturas aún menores han sido registradas en la Antártida (oficialmente la menor es –91 °C, cerca del macizo montañoso Antártico).
Su nombre significa ‘agua líquida’, o ‘agua que no se congela’ (del yakuto: Өймөкөөн Öymököön ‘[øjmøˈkøːn]’), debido a las aguas termales que emanan en su cercanía.
El invierno dura nueve meses y es muy duro; los peces se congelan en solo treinta segundos después de haber sido sacados del río y se guardan en los sótanos de las casas al igual que la leche, que jamás es líquida, y el gasóleo de los autobuses se solidifica si se apaga el motor.
El escritor y geógrafo de Oxford Nick Middleton (n. 1960), en su serie de televisión sobre clima extremo, visitó este pueblo, describiendo las formas en que sus habitantes se enfrentan al frío extremo, y descubrió que Oimiakón yace entre dos pequeñas cadenas montañosas que atrapan el aire frío entre ellas todo el año. Middleton midió la temperatura en lo alto de dichos cerros y resultó ser menos fría (observando este fenómeno cuando el aire estaba quieto), lo que se explica porque el aire frío es más pesado y cae al valle por efecto de la gravedad (fenómeno denominado inversión térmica), aunque lo normal es que a mayor altura el aire sea más frío.

## Demografía
| Gráfica de evolución de Oimiakón entre 1939 y 2010 |
|                                                    |

## Clima
Oimiakón tiene un clima subpolar extremo con invierno seco (Dwd según Köppen), por lo cual hay mucha diferencia entre el verano y el invierno. El invierno suele ser terriblemente frío, habitualmente con temperaturas rondando los –50 °C; y el verano es fresco, ocasionalmente con mucho calor o mucho frío. Los meses de primavera y otoño son también extremadamente fríos, aunque mucho más cálidos respecto al invierno.
| Parámetros climáticos promedio de Oimiakón (1991-2020)              | Parámetros climáticos promedio de Oimiakón (1991-2020) | Parámetros climáticos promedio de Oimiakón (1991-2020) | Parámetros climáticos promedio de Oimiakón (1991-2020) | Parámetros climáticos promedio de Oimiakón (1991-2020) | Parámetros climáticos promedio de Oimiakón (1991-2020) | Parámetros climáticos promedio de Oimiakón (1991-2020) | Parámetros climáticos promedio de Oimiakón (1991-2020) | Parámetros climáticos promedio de Oimiakón (1991-2020) | Parámetros climáticos promedio de Oimiakón (1991-2020) | Parámetros climáticos promedio de Oimiakón (1991-2020) | Parámetros climáticos promedio de Oimiakón (1991-2020) | Parámetros climáticos promedio de Oimiakón (1991-2020) | Parámetros climáticos promedio de Oimiakón (1991-2020) |
| Mes                                                                 | Ene.                                                   | Feb.                                                   | Mar.                                                   | Abr.                                                   | May.                                                   | Jun.                                                   | Jul.                                                   | Ago.                                                   | Sep.                                                   | Oct.                                                   | Nov.                                                   | Dic.                                                   | Anual                                                  |
| ------------------------------------------------------------------- | ------------------------------------------------------ | ------------------------------------------------------ | ------------------------------------------------------ | ------------------------------------------------------ | ------------------------------------------------------ | ------------------------------------------------------ | ------------------------------------------------------ | ------------------------------------------------------ | ------------------------------------------------------ | ------------------------------------------------------ | ------------------------------------------------------ | ------------------------------------------------------ | ------------------------------------------------------ |
| Temp. máx. abs. (°C)                                                | -16.6                                                  | -12.5                                                  | 2.0                                                    | 11.7                                                   | 26.2                                                   | 31.6                                                   | 34.6                                                   | 33.1                                                   | 23.7                                                   | 11.0                                                   | -2.1                                                   | -6.0                                                   | 34.6                                                   |
| Temp. máx. media (°C)                                               | -42.1                                                  | -35.8                                                  | -19.8                                                  | -3.0                                                   | 9.7                                                    | 20.0                                                   | 23.0                                                   | 18.5                                                   | 9.1                                                    | -8.3                                                   | -30.2                                                  | -41.9                                                  | -8.4                                                   |
| Temp. media (°C)                                                    | -45.7                                                  | -42.2                                                  | -30.2                                                  | -12.7                                                  | 3.5                                                    | 12.7                                                   | 15.3                                                   | 10.8                                                   | 2.5                                                    | -13.8                                                  | -34.4                                                  | -45.0                                                  | -14.9                                                  |
| Temp. mín. media (°C)                                               | -49.3                                                  | -47.6                                                  | -39.2                                                  | -22.9                                                  | -3.5                                                   | 4.4                                                    | 6.9                                                    | 3.2                                                    | -3.3                                                   | -19.2                                                  | -38.8                                                  | -48.3                                                  | -21.5                                                  |
| Temp. mín. abs. (°C)                                                | -71.2                                                  | -67.7                                                  | -60.6                                                  | -46.4                                                  | -28.9                                                  | -9.7                                                   | -9.3                                                   | -17.1                                                  | -25.3                                                  | -47.6                                                  | -58.5                                                  | -62.8                                                  | -71.2                                                  |
| Precipitación total (mm)                                            | 6                                                      | 7                                                      | 5                                                      | 5                                                      | 15                                                     | 39                                                     | 46                                                     | 38                                                     | 24                                                     | 13                                                     | 13                                                     | 7                                                      | 218                                                    |
| Nevadas (cm)                                                        | 24                                                     | 28                                                     | 30                                                     | 24                                                     | 3                                                      | 0                                                      | 0                                                      | 0                                                      | 0                                                      | 6                                                      | 15                                                     | 20                                                     | 150                                                    |
| Días de lluvias (≥ 1 mm)                                            | 0                                                      | 0                                                      | 0.03                                                   | 0.4                                                    | 10                                                     | 17                                                     | 17                                                     | 18                                                     | 13                                                     | 1                                                      | 0                                                      | 0                                                      | 76.4                                                   |
| Días de nevadas (≥ 1 mm)                                            | 23                                                     | 23                                                     | 16                                                     | 10                                                     | 9                                                      | 1                                                      | 0.2                                                    | 0.3                                                    | 9                                                      | 21                                                     | 23                                                     | 20                                                     | 155.5                                                  |
| Horas de sol                                                        | 28                                                     | 118                                                    | 244                                                    | 284                                                    | 282                                                    | 304                                                    | 298                                                    | 236                                                    | 151                                                    | 113                                                    | 58                                                     | 13                                                     | 2129                                                   |
| Humedad relativa (%)                                                | 75                                                     | 74                                                     | 72                                                     | 68                                                     | 60                                                     | 59                                                     | 65                                                     | 70                                                     | 73                                                     | 79                                                     | 77                                                     | 74                                                     | 70.5                                                   |
| Fuente n.º 1: Погода и климат Temperatura mínima absoluta (febrero) |                                                        |                                                        |                                                        |                                                        |                                                        |                                                        |                                                        |                                                        |                                                        |                                                        |                                                        |                                                        |                                                        |
| Fuente n.º 2: NOAA (Horas de sol, 1961-1990)                        |                                                        |                                                        |                                                        |                                                        |                                                        |                                                        |                                                        |                                                        |                                                        |                                                        |                                                        |                                                        |                                                        |